# Bob Arnz
Bob Arnz (4 septembre 1962 à Cologne en Allemagne - ) est un producteur de musique, compositeur et directeur musical allemand. Il est le fils du réalisateur de télévision Alexander Arnz.

## Carrière
Tout d'abord loueur d'instruments de musique, il devient batteur dans différents groupes. De 1986 à 1991, il est A&R chez EMI/Electrola, s'occupant notamment des groupes Axxis et Scorpions. En 1992, Arnz commence à écrire des chansons avec Christoph Siemons. Il fonde l'édition musicale Two for Music qui donne naissance, 8 ans plus tard, à une compagnie de disque. Bob Arnz réalise les productions musicales de la série télévisée Big Brother  et écrit, avec son ancien partenaire de production Siemons Christoph, plusieurs hits. Parmi d'autres choses, avec Siemons Arnz, il produit et écrit des titres qui se vendent à un million d'exemplaires, tels que les singles I miss you like hell de Zlatko Trpkovski en 2000, et Big Brother de Zlatko et Jürgen 'Ann Patchett.
En 2006, Arnz écrit et produit le premier album de la chanteuse allemande LaFee, révélée deux ans plus tôt par l'émission télévisée Kiddy Contest sur l'ORF. Il lance la chanteuse comme un produit marketing et, avec la collaboration du magazine Bravo et de la chaîne musicale VIVA, le premier single de la chanteuse, Virus, connaît un grand succès. L'album LaFee est classé n°1 dans le classement allemand Media Control Charts.
Début 2009 sort le troisième album de LaFee, Ring frei, classé n°8 dans les charts.
En décembre 2009, Bob Arnz cesse d'être le manager de LaFee, qui a choisi comme nouveau producteur Jörg Fischer. Au total, LaFee a vendu à ce moment-là plus d'un million de disques, et a été nommée huit fois pour ses trois albums pour le prix Echo, dont trois qu'elle a remportés.
En 2010, Arnz produit les débuts du chanteur Carlos Sancha pour EMI 7 Music et un an plus tard un album du groupe Tief. En 2014, Bob Arnz et l'auteur Michael Kernbach (Guildo Horn, Die Gerd Show) développent le Bobblog, un blog vidéo hebdomadaire sur la musique pop.

## Productions
- Zlatko Trpkovski
- Ann Patchett
- LaFee
- Carlos Sancha